# 6 Ceti
6 Ceti (6 Cet) es una estrella en la constelación de Cetus, el monstruo marino, de magnitud aparente +4,89. Se encuentra a 62 años luz de distancia del sistema solar.
6 Ceti es una estrella blanco-amarilla de la secuencia principal de tipo espectral F5V.
Tiene una temperatura efectiva de 6220 K y una luminosidad 3,5 veces mayor que la luminosidad solar. Su composición química difiere de la del Sol; así, la abundancia relativa de hierro —utilizada habitualmente como medida de la metalicidad de una estrella— es un 46% de la solar. Esta tendencia es más acusada al estudiar el contenido de otros elementos como manganeso, cromo y cobre, cuyas abundancias relativas suponen respectivamente el 37%, 36% y 33% de los valores encontrados en el Sol. En el otro extremo, los contenidos de titanio y vanadio, aun siendo inferiores a los solares, alcanzan aproximadamente el 66% de los mismos.
La masa de 6 Ceti es un 6% mayor que la masa solar. Distintos estudios difieren en cuanto a su edad, situándola entre 5200 y 6165 millones de años, aunque en cualquier caso 6 Ceti parece ser una estrella más antigua que el Sol. Observaciones en el infrarrojo indican que puede estar rodeada por un cinturón similar al cinturón de Kuiper del sistema solar.